# Донбасская улица (Москва)
Донба́сская у́лица — улица на юге Москвы в районе Бирюлёво Восточное от Касимовской улицы до Бирюлёвской улицы. Нумерация домов начинается от Касимовской улицы, все дома имеют индекс 115404.

## Происхождение названия
Названа по крупному промышленному району Украины — Донецкому каменноугольному бассейну — в связи с расположением улицы в южной части Москвы.

## История
Улица проложена при застройке 1971—1972 гг. Первоначально называлась — Проектируемый проезд 5140. В рабочем посёлке Бирюлёво, который располагался вблизи улицы с 1964 г. существовала Донбасская улица, и после включения в черту Москвы эта улица при перепланировке была упразднена, а 16 октября 1973 г. название присвоено новой улице.

## Здания и сооружения
- д. 1 — Супермаркет «Пятёрочка»
- д. 5, к. 1 — Физкультурно-оздоровительный комплекс (ФОК) для ДЮСШОР № 46[4]

## Транспорт
По Донбасской улице проходит автобус:

| с891: | Станция Бирюлёво-Товарная • Кантемировская • Каширская |

«→» — остановки проходятся только при движении в прямом направлении; «←» — остановки проходятся только при движении в обратном направлении.